# Bannu
Bannu (46.896 ab., zone limitrofe comprese) è una città situata nella parte centrale della provincia del Khyber Pakhtunkhwa, in Pakistan, poco a sud del fiume Kurram. Nelle vicine collinette di Akra sono stati rinvenuti resti risalenti al 300 a.C. circa. In epoca antica e medioevale, la via che da Kurram e Bannu conduceva al subcontinente indiano venne utilizzata da invasori e colonizzatori provenienti da nord-ovest. Fondata nel 1848 dal luogotenente (in seguito Sir) Herbert Edwardes come base militare, la città venne battezzata Dalipnagar (1848) e successivamente Edwardesabad (1869). Nel 1903 il suo nome venne cambiato in Bannu.

## Geografia fisica
Bannu sorge nel mezzo di una pianura alluvionale circolare, circondata da basse colline e attraversata dal fiume Kurram e dal suo affluente, il Tochi (o Gambila). La vicina diga di Kurram-Garhi (completata nel 1962) rifornisce acqua per irrigare e per la produzione di energia idroelettrica e tiene sotto controllo le inondazioni. Frumento, granoturco (mais) e orzo sono i principali prodotti agricoli della regione. Bannu è una stazione militare e un centro commerciale posto alla congiunzione di strade che dal fiume Indo giungono fino a Peshawar e al Waziristan ed è collegata all'Indo da una ferrovia. Tra le industrie locali figura un grande lanificio. Bannu è sede di un college affiliato all'università di Peshawar. Gli abitanti sono per lo più appartenenti a tribù pashtun.